# Liste der Monuments historiques in Monchecourt
Die Liste der Monuments historiques in Monchecourt führt die Monuments historiques in der französischen Gemeinde Monchecourt auf.

## Liste der Objekte
| Bezeichnung           | Beschreibung    | Standort                        | Kennzeichnung | Schutzstatus | Datum | Bild |
| --------------------- | --------------- | ------------------------------- | ------------- | ------------ | ----- | ---- |
| Ehemaliges Taufbecken | Sandstein, 1685 | in der Kirche St-Nicolas (Lage) | PM59003538    | Classé       | 1978  |      |